# Almeida Fischer
Oswaldo Almeida Fischer (Piracicaba, 22 de dezembro de 1916 - Brasília, 17 de setembro de 1991) foi um escritor, jornalista e crítico literário brasileiro.

## Biografia
Formado em Agronomia pela USP, mudou-se para o Rio de Janeiro em 1943. No ano seguinte, começou a colaborar com jornais cariocas e iniciou o curso de Direito, formando-se em 1948.
Escreveu para O Jornal, Correio da Manhã, Diário Carioca e Jornal do Brasil, entre outros. Em 1946, ajudou a fundar a revista Letras e Artes, suplemento literário do jornal A Manhã, que dirigiu até sua última edição, em 1954.
Primeiro colocado em concurso público para o IBGE, ocupou vários cargos no serviço público. Mudou-se para Brasília ainda antes da fundação da cidade, em 1960. Foi superintendente da Fundação Cultural do Distrito Federal e professor de Literatura da UnB.
Em 1963, ao lado de Cyro dos Anjos, Pompeu de Sousa e Alphonsus de Guimaraens Filho, entre outros, fundou a Associação Nacional de Escritores, que presidiu entre 1969 e 1979.

## Obras

### Contos
- Horizontes Noturnos - Editora A Noite, 1947.
- O Homem de Duas Cabeças - Edições Oásis, 1950. Prêmio Afonso Arinos da Academia Brasileira de Letras.
- Nova Luz ao Longe -  Livraria Martins Editora, 1965. Prêmio de Ficção Prefeitura do Distrito Federal.
- A Ilha e Outros Contos - Coleção Os Cadernos de Cultura, Ministério da Educação e Saúde, 1953.
- 10 Contos Escolhidos. Brasília, Horizonte Editora e INL, 1980.
- Memorial de Inverno -  Thesaurus, 1988.

### Participações em antologias
- Contistas de Brasília -  Livraria Dom Bosco Editora, 1965.

### Crítica
- O Áspero Ofício -  Comissão de Literatura do Conselho Estadual de Cultura de São Paulo, 1970. Prêmio Assis Chateaubriand da Academia Brasileira de Letras.
- O Áspero Ofício (2ª série) - Brasília, EMBRASA, 1972.
- O Áspero Ofício (3ª série) - Editora Cátedra, 1977.
- O Áspero Ofício (4ª série) - Editora Cátedra, 1980.
- A Literatura de Brasília - Oficinas Gráficas Rádio Renascença (Lisboa), 1983.
- O Áspero Ofício (5ª série) - Editora Cátedra, 1983.
- O Áspero Ofício (6ª série) - Horizonte Editora e INL, 1985.

### Romances
- O Rosto Perdido -  EMBRASA, 1970.

Este certamente é um livro muito bom e aborda um assunto, digamos, avançado do ponto de vista da Medicina: um transplante de cérebro. Na obra, Oscar, um jovem universitário, é baleado na cabeça e vem a falecer. Sendo levado às pressas para o Hospital, é submetido a um procedimento inovador e jamais realizado antes: seu cérebro é retirado e no lugar é implantado o cérebro de um cientista bem mais velho falecido pouco antes.
Daí por diante, quando finalmente desperta, esse novo ser se dá conta que é um cérebro dentro de um outro corpo, ou seja, o cérebro do experimentado cientista dentro do belo corpo de um jovem universitário. A partir de então, os fatos que vão se sucedendo mostram esse cientista tentando adaptar-se a um novo corpo, inclusive passando a conviver com pessoas que ele antes não conhecia. No final, o cientista volta para a sua esposa, mas agora ela parece bem mais velha que ele. Uma coisa apenas o preocupa seriamente: se ela engravidasse, quem seria o pai, o cientista ou Oscar? Então, para sua surpresa, após fazer exames, ele descobre que o jovem Oscar não poderia gerar filhos. 
- De Repente a Primavera -  1991